# Jaych al-Muwahhideen
Le Jaych al-Mouahhidine ou Jaych Abou Ibrahim (en arabe : جيش الموحدين) est un groupe de militants druzes en Syrie. Leur nom signifie « Armée des monothéistes » ou mieux « Armée des unitaires ».

## Historique
Le groupe opère principalement dans le gouvernorat de Soueïda, à Deraa, à Damas et dans d'autres régions où les Druzes sont concentrés et ont annoncé leur formation dans le début de l'année 2013. Ce groupe de décrit comme Druzes unitaires s'engageant dans le djihad défensif, mais il a aussi été décrit comme un soutien à Bachar el-Assad et à son gouvernement. Il opère en grande partie dans la région du Djebel al-Arab ou Montagne des Arabes, aussi connu sous le nom de djebel Druze, une zone montagneuse du gouvernorat de Soueïda  ainsi que la région de Jabal al-Cheikh dans le gouvernorat de Damas, région habitée en grande partie de Druzes. Le groupe a été mis en place en réponse à des attaques contre des civils druzes. Le groupe commémore des figures anti-coloniales telles que le Sultan el-Atrache, qui était un éminent chef arabe druze,,